# いすみ市
いすみ市（いすみし）は、千葉県の南東部に位置する市。
太東岬から南方の海岸部は南房総国定公園に指定されている。大原漁港沖合には日本最大級の岩礁群がある好漁場であり、イセエビの漁獲量は日本一である。

## 概要

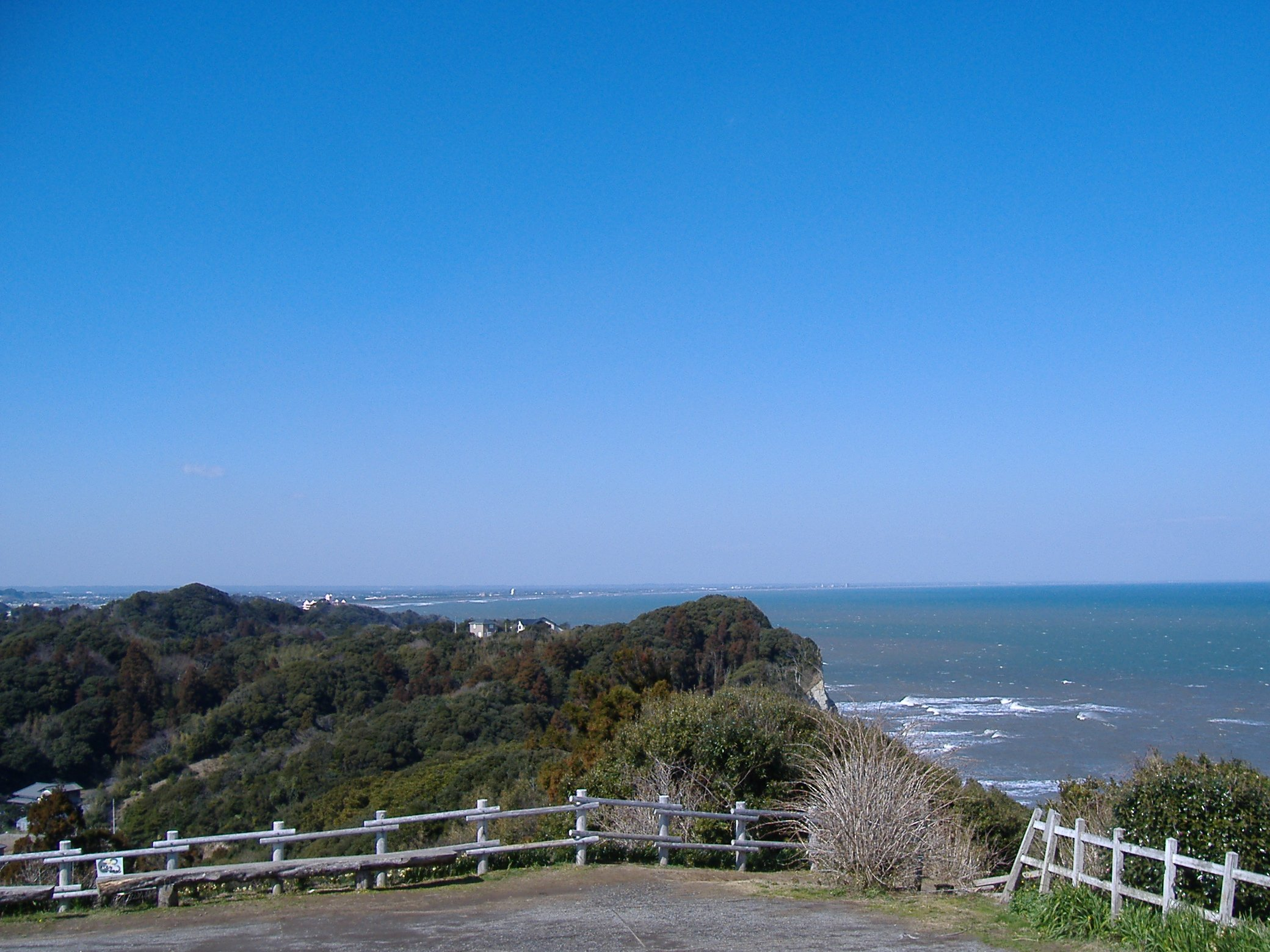
太東岬

平成の大合併によって2005年（平成17年）12月5日に夷隅郡夷隅町、大原町、岬町が合併し、千葉県内34番目の市として誕生した。千葉県内において名前に平仮名を用いた市町村はいすみ市が初であり、唯一の存在である。
地域経済循環を拡大しての雇用の創出、地域資源の価値を再認識しての地域所得の向上、都市通勤圏にある自然豊かな地域性を生かしての人口減対策、豊かな自然環境・子育て支援の充実を発信しての地域の魅力の向上を目指した地方創生に取り組んでいる。
大原漁港沖合には器械根（きかいね）と呼ばれる日本最大級の岩礁（暗礁）群や海中林がある。面積は約120平方キロメートルで、水深は20メートル程度と魚介類の生息に向く適度な浅さである。親潮と黒潮がぶつかる海域でもあることから1900年代後半は宝の海とも呼ばれ、多種多様な魚をはじめイセエビやサザエ、アワビなどの海産物の宝庫で、好漁場となっている。特にイセエビは、外房イセエビと称され、プライドフィシュ・千葉県水産ブランド・いすみブランドに認定されている。
今後発生が予見されている南海トラフ巨大地震の際には、最大6mの津波が到達することが予想されている。
交通事情を見ると、鉄道では東岸に沿ってJR外房線が走っている。大原駅から千葉駅までは、普通列車で所要時間65分程度、特急わかしおで蘇我駅までが40分、東京駅まで1時間10分である。大原駅は内陸部へ向かういすみ鉄道いすみ線との乗り継ぎ駅でもある。いすみ鉄道は菜の花列車（観光列車）としても知られる。

## 地理
千葉県南東部に位置し、県庁所在地である千葉市から約45キロメートルの距離である。東京都の都心から70 - 80キロメートル圏内である。なお、東京都（特に東京国際空港(羽田空港）や神奈川県からは東京湾アクアライン若しくは東京湾フェリーを利用した場合が移動距離の短縮となる。茂原市への通勤率は10.2%（平成22年国勢調査）。
北東部には九十九里平野の南端に位置する太東岬があり、ここで九十九里浜は終わる。これより南方は、少しずつ丘陵地になっており、沿岸部は南房総国定公園に指定されている。北東部では、稲作のほかに梨栽培をする農家も見られる。南西部はなだらかな房総丘陵に連なっており、荒木根山（三等三角点・標高157.8メートル）や、市域最高地点（勝浦市境の無名丘陵・標高187メートル）が所在する。中央部には溜池や河川水を利用した水田が広がる。南部では、特に国道128号沿線から海岸まで丘陵地が続き、磯海岸になっている。
当市内を塩田川と支流の新田川、夷隅川と支流の落合川・桑田川が流れる。穏やかな起伏の丘陵地の谷津には水田が見られる。丘陵地には、夷隅地域に荒木根ダム、大原地域に東第一・第二ダム、岬地域に岬ダムがある。

### 隣接する自治体
- 勝浦市
- 長生郡
  - 一宮町
  - 睦沢町
- 夷隅郡
  - 大多喜町
  - 御宿町

## 歴史

### 概略

#### 古代
古代の当地域は伊甚国と呼ばれていた。『日本書紀』安閑天皇元年（534年）の条には、伊甚国の国造の伊甚稚子の真珠献上が遅れ尋問のため都に上った国造が春日皇后の寝殿に逃げ込んだが、その罪を免れるため自らの領地を献上し伊甚屯倉となったという記事がある。この時の真珠はアワビの中に出来る真珠と考えられ、当地域から大和朝廷にアワビや真珠などの海産物を献上していたと推測される。また、『類聚国史』弘仁7年（816年）8月23日の条には、夷灊郡衙の諸施設で火災が発生し、正倉60棟が焼け落ちたという記載があるが、この正倉の数は他の郡衙に比べて極めて多い。これらのことから当地域は古代から海産物や農産物が豊富であり、朝廷にとっても重要な地域であったと考えられる。

#### 中世
鎌倉時代末、禅僧として有名な夢窓疎石がこの地で隠棲生活を送った。夢窓疎石は建治元年（1275年）に伊勢国に生まれ、その後甲斐国に移り、9歳で出家、20歳で禅宗に入門し夢窓疎石と名乗り行脚に出て、全国各地を遍歴した。疎石は後醍醐天皇など7代の天皇・上皇から帰依を受け国師号を賜り、足利尊氏・直義兄弟ら時の権力者からも帰依を受けるなど当時を代表する名僧となり、鎌倉瑞泉寺、甲斐恵林寺、京都天龍寺などを開山する。また、作庭家としても有名で、開山した寺院以外にも、京都西芳寺などの庭を作庭している。元亨3年（1323年）1月、横須賀の泊船庵から千町荘能実（いすみ市能実）の退耕庵に移り住み、正中2年（1325年）の秋、後醍醐天皇に請われ京都南禅寺の住持となるまでの約2年半、この地で隠棲生活を送る。長い修行の終着地が退耕庵だったと言える。現在も疎石が修行のため籠ったとされる坐禅窟（県指定史跡）が残り、奥壁には、疎石が自ら刻んだとされる「金毛窟」の刻銘が確認される。坐禅窟の前方には太高寺があり、疎石のものとされる袈裟２領（県指定文化財）が伝わっている。「能実」という地名は疎石が、この地に稲が能く実るようにという思いを込めて付けたと伝わる。
戦国期になると、上総土岐氏が当地域を支配するが、その領域は現在のいすみ市域とほぼ重なる。土岐氏の勢力は決して大きく無かったが、県内でも屈指の中世城郭万喜城を築き、庁南武田氏、安房の里見氏、正木氏をはじめとする周辺の勢力と渡り合った。土岐氏は土岐為頼が当主の頃に最盛期を迎え、万喜城を拠点に夷隅川流域に多くの支城を築き勢力を拡大していった。万喜城は夷隅川を堀の代わりにし、水運も利用でき、城を築くには絶好の立地条件にあった。
万喜城は幾度か周囲の敵に攻められたが、落城したという記録は残されていない。最終的には、天正18年（1590年）の豊臣秀吉の小田原征伐で、為頼の子・頼春（義成）が小田原北条氏側に属したため、豊臣方に包囲されて開城したものと思われる。一時、徳川四天王の一人、本多忠勝が入城したが、大多喜城に移った後は廃城となった。

#### 近世
本多氏による支配では、特に本多忠朝の代に新田開発が積極的に進められた。市域の多くは大多喜藩の領地であったが、本多氏の転封後は、大多喜藩、苅谷藩をはじめ旗本領や各藩の飛地領に細分化された。著名な領主としては、岩熊村（岬町岩熊地区）を領した、遠山金四郎家が挙げられる。江戸時代の中期になると沿岸地域では地引網漁が盛んになり、賑わうようになった。それを裏付けるように、大原から岬地域周辺の寺社には多くの大漁絵馬が奉納されている。この頃には五穀豊穣・大漁祈願をする祭礼も行われるようになり、市内でも大原はだか祭、中根六社祭、上総十二社祭などが現在にも引き継がれている。
江戸時代中期、現在の岬町長者地区では宇佐美灊水、中村国香に代表される儒学者を輩出した。中村国香は、房総各地を巡り、寺社や史跡、伝承を採録した地誌『房総志料』を編纂した。『房総志料』は、読本作家曲亭馬琴が『南総里見八犬伝』の執筆にあたり大いに参考にした。
江戸時代後期には、「波の伊八」として有名な彫刻師である武志伊八郎信由が、円熟期から晩年までの間、行元寺や飯縄寺などに傑作の欄間彫刻を彫った。なお、伊八の波の作風は、浮世絵師として著名な葛飾北斎の富嶽三十六景の「神奈川沖浪裏」の波の造形に影響を与えたともいわれている。

#### 近代
明治維新後の廃藩置県では、市域は大多喜県・花房県・宮谷県の管轄区域となったが、のちに木更津県、そして現在の千葉県となった。
明治初期の自由民権運動の広がりにより、市域でも、私塾「薫陶学舎」を創設した三島村（上布施地区）の井上幹らにより以文会が結成された。1884年（明治17年）11月の夷隅事件により官憲からの弾圧を受けたが、以文会はその後も大政翼賛会の結成まで戦前を通じて千葉県政に大きな影響を与え続けた。
房総鉄道の整備に伴い、夷隅川河口付近から大原海岸にかけては、東京方面から多くの人々が訪れる避暑地となり、別荘も建てられるようになった。
この時期多くの著名人も当地を訪れている。作家山本有三は、大原海岸の塩田川河口近くの旅館に逗留し、この周辺を舞台にした小説「真実一路」を著した。林芙美子は「放浪記」の中で、日在海岸の情景や人々との交流の様子を記している。
文豪森鷗外は夷隅川の河口近く（日在地区）に別荘を建て、「妄想」の中で周辺の光景を描写している。鷗外の別荘近くには、鷗外の親友で陸軍軍医の賀古鶴所、日活の前身であるM・パテー商会など映画事業で財を成して中国の革命家孫文の革命運動を支援した梅屋庄吉の別荘もあった。
昭和初期には国吉周辺で生産された米は「国吉米」として東京方面に出荷され高値で取引され、皇室献上米にもなった。現在でも「いすみ米」としてそのブランドは引き継がれている。

### 沿革
- 1899年（明治32年）12月13日 - 房総鉄道（現・外房線）一ノ宮駅 - 大原駅間が開業（太東、長者町駅開業）。
- 1903年（明治36年）08月16日 ‐ 房総鉄道三門駅が開業。
- 1907年（明治40年）09月01日 ‐ 鉄道国有法により房総鉄道が国有化され、国鉄房総線となる。
- 1912年（大正.元年）12月15日 - 千葉県営大原大多喜人車軌道（後の夷隅軌道）開業。
- 1913年（大正02年）06月20日 ‐ 国鉄房総線大原駅 - 勝浦駅間が延伸開業（浪花駅開業）。
- 1926年（大正15年）04月00日 - 長者町・中根村・古沢村組合立長者高等実業補習学校（後の千葉県立岬高等学校）開校。
- 1928年（昭和03年）04月00日 - 大原町立大原実科高等女学校（後の千葉県立大原高等学校）開校。
- 1930年（昭和05年）04月01日 - 国鉄木原線大原駅 - 大多喜駅間開業（上総東、国吉、上総中川駅開業）。
- 1933年（昭和08年）04月01日 - 国鉄房総線の千葉駅 - 大原駅 - 安房鴨川駅間が房総東線に改称。
- 1949年（昭和24年）01月20日 - 国保国吉病院（現在のいすみ医療センター）が開設される。
- 1950年（昭和25年）11月00日 - 太東埼灯台が設置。
- 1953年（昭和28年）05月18日 - 国道128号が制定。
- 1958年（昭和33年）08月01日 - 市域の沿岸部が南房総国定公園に指定。
- 1960年（昭和35年）06月20日 - 国鉄木原線西大原駅、新田野駅開業。
- 1972年（昭和47年）07月15日 - 国鉄房総東線、外房線に改称するとともに電化完成。
- 1980年（昭和55年）04月01日 - 千葉県立夷隅養護学校（現在の千葉県立夷隅特別支援学校）開校。
- 1987年（昭和62年）12月17日 - 千葉県東方沖地震が発生。
- 1988年（昭和63年）03月24日 - JR木原線廃止。いすみ鉄道いすみ線が開業。
- 1993年（平成05年）04月01日 - 国道465号が制定。
- 1996年（平成08年）11月17日 - JR外房線東浪見駅 - 長者町駅間が複線化。
- 2001年（平成13年）03月01日 - いすみシャトルバス（茂原駅 - 増田橋）が試験運行開始、10月1日より本運行。
- 2005年（平成17年）12月05日 - 夷隅町・大原町・岬町が合併し、いすみ市が発足。
- 2009年（平成21年）02月01日 - 国保国吉病院、建て替えに伴いいすみ医療センターに改称。
- 2015年（平成27年）04月00日 - （旧）千葉県立大原高等学校、千葉県立岬高等学校、千葉県立勝浦若潮高等学校が統合し、総合学科の千葉県立大原高等学校を新設。
- 2016年（平成28年）03月15日 - 国道465号深堀バイパスが開通。

### 行政区域変遷
現いすみ市市域に関連する行政区域変遷
1889年（明治22年）
- 04月01日 - 町村制施行により、以下の町村が発足[6][7][8]。
- 旧大原町
  - 夷隅郡
    - 中魚落村 ← 中魚落郷単独で村制施行
    - 東村 ← 山田村・長志村・長志郷・佐室村・高谷村・新田野村・下原村・細尾村
    - 東海村 ← 若山村・新田村・深堀村・日在村・釈迦谷村・若山村外二ヶ村入会地
    - 布施村 ← 上布施村・下布施村・実谷村・七本村・上布施実谷入会地
    - 浪花村 ← 小池村・小沢村・岩船村・岩和田村
- 旧夷隅町
  - 夷隅郡
    - 国吉村 ← 苅谷村・弥正村・深谷村・今関村・島村・楽町村・万木村・国府台村
    - 千町村 ← 松丸村・荻原村・須賀谷村・神置村・小高村・小又井村・能実村
    - 中川村 ← 増田村・引田村・大野村・札森村・柿和田村・正立寺村・作田村・八乙女村
- 旧岬町
  - 夷隅郡
    - 旭町 ← 長者町・江場土村・三門村・井沢村・東小高村
    - 中根村 ← 中滝村・東中滝村・押日村・嘉谷村・鴨根村
    - 古沢村 ← 桑田村・岩熊村・市野々村・谷上村・榎澤村

  - 長柄郡
    - 太東村 ← 椎木村・和泉村・中原村

1893年（明治26年）
- 09月22日 - 国吉村は町制施行し国吉町となる。

1899年（明治32年）
- 12月22日 - 中魚落村が町制施行・改称し大原町となる。

1900年（明治33年）
- 07月25日 - 旭町は改称し長者町となる。

1953年（昭和28年）
- 07月01日 - 長者町と中根村が合併し長者町が発足。

1954年（昭和29年）
- 04月29日 - 国吉町・中川村・千町村が合併し、夷隅町が誕生。
- 12月01日 - 太東村と古沢村が合併し太東町が発足。

1955年（昭和30年）
- 03月31日 - 大原町・東海村・東村と浪花村の大半（岩和田を除く）・布施村の一部（下布施の大部分と上布施の一部）が合併し、大原町が発足。

1961年（昭和36年）
- 08月01日 - 長者町と太東町が合併し岬町が発足。

2005年（平成17年）
- 12月05日 - 夷隅町・大原町・岬町が合併しいすみ市が発足。

- 変遷表

| いすみ市市域の変遷表 | いすみ市市域の変遷表 | いすみ市市域の変遷表 | いすみ市市域の変遷表 | いすみ市市域の変遷表 | いすみ市市域の変遷表              | いすみ市市域の変遷表   | いすみ市市域の変遷表   | いすみ市市域の変遷表     | いすみ市市域の変遷表 | いすみ市市域の変遷表 |
| 1868年 以前          | 1868年 以前          | 1868年 以前          | 明治元年 - 明治22年  | 明治22年 4月1日      | 明治22年 - 昭和19年               | 昭和20年 - 昭和64年    | 昭和20年 - 昭和64年    | 平成元年 - 現在          | 現在                 |                      |
| -------------------- | -------------------- | -------------------- | -------------------- | -------------------- | --------------------------------- | ---------------------- | ---------------------- | ------------------------ | -------------------- | -------------------- |
| 長柄郡               |                      | 椎木村               | 椎木村               | 太東村               | 明治30年4月1日 長生郡発足         | 昭和29年12月1日 太東町 | 昭和36年8月1日 岬町'   | 平成17年12月5日 いすみ市 | いすみ市             |                      |
| 長柄郡               | 和泉村               |                      |                      | 太東村               | 明治30年4月1日 長生郡発足         | 昭和29年12月1日 太東町 | 昭和36年8月1日 岬町'   | 平成17年12月5日 いすみ市 | いすみ市             |                      |
| 長柄郡               | 中原村               |                      |                      | 太東村               | 明治30年4月1日 長生郡発足         | 昭和29年12月1日 太東町 | 昭和36年8月1日 岬町'   | 平成17年12月5日 いすみ市 | いすみ市             |                      |
| 夷隅郡               |                      | 桑田村               | 桑田村               | 古沢村               | 古沢村                            | 昭和29年12月1日 太東町 | 昭和36年8月1日 岬町'   | 平成17年12月5日 いすみ市 | いすみ市             |                      |
| 夷隅郡               |                      | 岩熊村               | 明治10年 岩熊村      | 古沢村               | 古沢村                            | 昭和29年12月1日 太東町 | 昭和36年8月1日 岬町'   | 平成17年12月5日 いすみ市 | いすみ市             |                      |
| 夷隅郡               | 勝間村               |                      | 明治10年 岩熊村      | 古沢村               | 古沢村                            | 昭和29年12月1日 太東町 | 昭和36年8月1日 岬町'   | 平成17年12月5日 いすみ市 | いすみ市             |                      |
| 夷隅郡               | 市野々村             |                      |                      | 古沢村               | 古沢村                            | 昭和29年12月1日 太東町 | 昭和36年8月1日 岬町'   | 平成17年12月5日 いすみ市 | いすみ市             |                      |
| 夷隅郡               | 谷上村               |                      |                      | 古沢村               | 古沢村                            | 昭和29年12月1日 太東町 | 昭和36年8月1日 岬町'   | 平成17年12月5日 いすみ市 | いすみ市             |                      |
| 夷隅郡               | 榎沢村               |                      |                      | 古沢村               | 古沢村                            | 昭和29年12月1日 太東町 | 昭和36年8月1日 岬町'   | 平成17年12月5日 いすみ市 | いすみ市             |                      |
| 夷隅郡               |                      | 長者町               | 長者町               | 旭町                 | 明治33年7月25日 長者町に改称      | 昭和28年7月1日 長者町  | 昭和36年8月1日 岬町'   | 平成17年12月5日 いすみ市 | いすみ市             |                      |
| 夷隅郡               | 江場土村             |                      |                      | 旭町                 | 明治33年7月25日 長者町に改称      | 昭和28年7月1日 長者町  | 昭和36年8月1日 岬町'   | 平成17年12月5日 いすみ市 | いすみ市             |                      |
| 夷隅郡               | 三門村               |                      |                      | 旭町                 | 明治33年7月25日 長者町に改称      | 昭和28年7月1日 長者町  | 昭和36年8月1日 岬町'   | 平成17年12月5日 いすみ市 | いすみ市             |                      |
| 夷隅郡               | 井沢村               |                      |                      | 旭町                 | 明治33年7月25日 長者町に改称      | 昭和28年7月1日 長者町  | 昭和36年8月1日 岬町'   | 平成17年12月5日 いすみ市 | いすみ市             |                      |
| 夷隅郡               |                      | 小高村               | 明治12年 東小高村    | 旭町                 | 明治33年7月25日 長者町に改称      | 昭和28年7月1日 長者町  | 昭和36年8月1日 岬町'   | 平成17年12月5日 いすみ市 | いすみ市             |                      |
| 夷隅郡               |                      | 部田村               | 明治12年 中滝村      | 中根村               | 中根村                            | 昭和28年7月1日 長者町  | 昭和36年8月1日 岬町'   | 平成17年12月5日 いすみ市 | いすみ市             |                      |
| 夷隅郡               |                      | 福原村               | 明治4年 東中滝村     | 中根村               | 中根村                            | 昭和28年7月1日 長者町  | 昭和36年8月1日 岬町'   | 平成17年12月5日 いすみ市 | いすみ市             |                      |
| 夷隅郡               | 小福原村             |                      | 明治4年 東中滝村     | 中根村               | 中根村                            | 昭和28年7月1日 長者町  | 昭和36年8月1日 岬町'   | 平成17年12月5日 いすみ市 | いすみ市             |                      |
| 夷隅郡               | 押日村               |                      |                      | 中根村               | 中根村                            | 昭和28年7月1日 長者町  | 昭和36年8月1日 岬町'   | 平成17年12月5日 いすみ市 | いすみ市             |                      |
| 夷隅郡               | 嘉谷村               |                      |                      | 中根村               | 中根村                            | 昭和28年7月1日 長者町  | 昭和36年8月1日 岬町'   | 平成17年12月5日 いすみ市 | いすみ市             |                      |
| 夷隅郡               | 鴨根村               |                      |                      | 中根村               | 中根村                            | 昭和28年7月1日 長者町  | 昭和36年8月1日 岬町'   | 平成17年12月5日 いすみ市 | いすみ市             |                      |
| 夷隅郡               |                      | 中魚落郷             | 中魚落郷             | 中魚落村             | 明治32年12月22日 大原町に町制改称 | 昭和30年3月31日 大原町 | 昭和30年3月31日 大原町 | 平成17年12月5日 いすみ市 | いすみ市             |                      |
| 夷隅郡               |                      | 山田村               | 山田村               | 東村                 | 東村                              | 昭和30年3月31日 大原町 | 昭和30年3月31日 大原町 | 平成17年12月5日 いすみ市 | いすみ市             |                      |
| 夷隅郡               | 長志村               |                      |                      | 東村                 | 東村                              | 昭和30年3月31日 大原町 | 昭和30年3月31日 大原町 | 平成17年12月5日 いすみ市 | いすみ市             |                      |
| 夷隅郡               | 長志郷               |                      |                      | 東村                 | 東村                              | 昭和30年3月31日 大原町 | 昭和30年3月31日 大原町 | 平成17年12月5日 いすみ市 | いすみ市             |                      |
| 夷隅郡               | 沢部村               |                      |                      | 東村                 | 東村                              | 昭和30年3月31日 大原町 | 昭和30年3月31日 大原町 | 平成17年12月5日 いすみ市 | いすみ市             |                      |
| 夷隅郡               | 佐室村               |                      |                      | 東村                 | 東村                              | 昭和30年3月31日 大原町 | 昭和30年3月31日 大原町 | 平成17年12月5日 いすみ市 | いすみ市             |                      |
| 夷隅郡               | 高谷村               |                      |                      | 東村                 | 東村                              | 昭和30年3月31日 大原町 | 昭和30年3月31日 大原町 | 平成17年12月5日 いすみ市 | いすみ市             |                      |
| 夷隅郡               | 新田野村             |                      |                      | 東村                 | 東村                              | 昭和30年3月31日 大原町 | 昭和30年3月31日 大原町 | 平成17年12月5日 いすみ市 | いすみ市             |                      |
| 夷隅郡               | 下原村               |                      |                      | 東村                 | 東村                              | 昭和30年3月31日 大原町 | 昭和30年3月31日 大原町 | 平成17年12月5日 いすみ市 | いすみ市             |                      |
| 夷隅郡               | 細尾村               |                      |                      | 東村                 | 東村                              | 昭和30年3月31日 大原町 | 昭和30年3月31日 大原町 | 平成17年12月5日 いすみ市 | いすみ市             |                      |
| 夷隅郡               |                      | 若山村               | 若山村               | 東海村               | 東海村                            | 昭和30年3月31日 大原町 | 昭和30年3月31日 大原町 | 平成17年12月5日 いすみ市 | いすみ市             |                      |
| 夷隅郡               | 新田村               |                      |                      | 東海村               | 東海村                            | 昭和30年3月31日 大原町 | 昭和30年3月31日 大原町 | 平成17年12月5日 いすみ市 | いすみ市             |                      |
| 夷隅郡               | 深堀村               |                      |                      | 東海村               | 東海村                            | 昭和30年3月31日 大原町 | 昭和30年3月31日 大原町 | 平成17年12月5日 いすみ市 | いすみ市             |                      |
| 夷隅郡               | 日在村               |                      |                      | 東海村               | 東海村                            | 昭和30年3月31日 大原町 | 昭和30年3月31日 大原町 | 平成17年12月5日 いすみ市 | いすみ市             |                      |
| 夷隅郡               | 釈迦谷村             |                      |                      | 東海村               | 東海村                            | 昭和30年3月31日 大原町 | 昭和30年3月31日 大原町 | 平成17年12月5日 いすみ市 | いすみ市             |                      |
| 夷隅郡               |                      | 小池村               | 小池村               | 浪花村 の一部        | 浪花村の一部                      | 昭和30年3月31日 大原町 | 昭和30年3月31日 大原町 | 平成17年12月5日 いすみ市 | いすみ市             |                      |
| 夷隅郡               | 小沢村               |                      |                      | 浪花村 の一部        | 浪花村の一部                      | 昭和30年3月31日 大原町 | 昭和30年3月31日 大原町 | 平成17年12月5日 いすみ市 | いすみ市             |                      |
| 夷隅郡               | 岩船村               |                      |                      | 浪花村 の一部        | 浪花村の一部                      | 昭和30年3月31日 大原町 | 昭和30年3月31日 大原町 | 平成17年12月5日 いすみ市 | いすみ市             |                      |
| 夷隅郡               |                      | 下布施村の一部       | 下布施村の一部       | 布施村 の一部        | 布施村の一部                      | 昭和30年3月31日 大原町 | 昭和30年3月31日 大原町 | 平成17年12月5日 いすみ市 | いすみ市             |                      |
| 夷隅郡               | 上布施村の一部       |                      |                      | 布施村 の一部        | 布施村の一部                      | 昭和30年3月31日 大原町 | 昭和30年3月31日 大原町 | 平成17年12月5日 いすみ市 | いすみ市             |                      |
| 夷隅郡               |                      | 苅谷村               | 明治7年 苅谷村       | 国吉村               | 明治26年9月22日 町制              | 昭和29年4月29日 夷隅町 | 昭和29年4月29日 夷隅町 | 平成17年12月5日 いすみ市 | いすみ市             |                      |
| 夷隅郡               | 小苅谷村             |                      | 明治7年 苅谷村       | 国吉村               | 明治26年9月22日 町制              | 昭和29年4月29日 夷隅町 | 昭和29年4月29日 夷隅町 | 平成17年12月5日 いすみ市 | いすみ市             |                      |
| 夷隅郡               | 弥正村               |                      |                      | 国吉村               | 明治26年9月22日 町制              | 昭和29年4月29日 夷隅町 | 昭和29年4月29日 夷隅町 | 平成17年12月5日 いすみ市 | いすみ市             |                      |
| 夷隅郡               | 深谷村               |                      |                      | 国吉村               | 明治26年9月22日 町制              | 昭和29年4月29日 夷隅町 | 昭和29年4月29日 夷隅町 | 平成17年12月5日 いすみ市 | いすみ市             |                      |
| 夷隅郡               | 今関村               |                      |                      | 国吉村               | 明治26年9月22日 町制              | 昭和29年4月29日 夷隅町 | 昭和29年4月29日 夷隅町 | 平成17年12月5日 いすみ市 | いすみ市             |                      |
| 夷隅郡               | 島村                 |                      |                      | 国吉村               | 明治26年9月22日 町制              | 昭和29年4月29日 夷隅町 | 昭和29年4月29日 夷隅町 | 平成17年12月5日 いすみ市 | いすみ市             |                      |
| 夷隅郡               |                      | 楽町村               | 明治7年 楽町村       | 国吉村               | 明治26年9月22日 町制              | 昭和29年4月29日 夷隅町 | 昭和29年4月29日 夷隅町 | 平成17年12月5日 いすみ市 | いすみ市             |                      |
| 夷隅郡               | 小国吉村             |                      | 明治7年 楽町村       | 国吉村               | 明治26年9月22日 町制              | 昭和29年4月29日 夷隅町 | 昭和29年4月29日 夷隅町 | 平成17年12月5日 いすみ市 | いすみ市             |                      |
| 夷隅郡               | 万木村               |                      |                      | 国吉村               | 明治26年9月22日 町制              | 昭和29年4月29日 夷隅町 | 昭和29年4月29日 夷隅町 | 平成17年12月5日 いすみ市 | いすみ市             |                      |
| 夷隅郡               | 国府台村             |                      |                      | 国吉村               | 明治26年9月22日 町制              | 昭和29年4月29日 夷隅町 | 昭和29年4月29日 夷隅町 | 平成17年12月5日 いすみ市 | いすみ市             |                      |
| 夷隅郡               |                      | 増田村               | 増田村               | 中川村               | 中川村                            | 昭和29年4月29日 夷隅町 | 昭和29年4月29日 夷隅町 | 平成17年12月5日 いすみ市 | いすみ市             |                      |
| 夷隅郡               | 行川村               |                      |                      | 中川村               | 中川村                            | 昭和29年4月29日 夷隅町 | 昭和29年4月29日 夷隅町 | 平成17年12月5日 いすみ市 | いすみ市             |                      |
| 夷隅郡               | 引田村               |                      |                      | 中川村               | 中川村                            | 昭和29年4月29日 夷隅町 | 昭和29年4月29日 夷隅町 | 平成17年12月5日 いすみ市 | いすみ市             |                      |
| 夷隅郡               | 大野村               |                      |                      | 中川村               | 中川村                            | 昭和29年4月29日 夷隅町 | 昭和29年4月29日 夷隅町 | 平成17年12月5日 いすみ市 | いすみ市             |                      |
| 夷隅郡               | 札森村               |                      |                      | 中川村               | 中川村                            | 昭和29年4月29日 夷隅町 | 昭和29年4月29日 夷隅町 | 平成17年12月5日 いすみ市 | いすみ市             |                      |
| 夷隅郡               | 柿和田村             |                      |                      | 中川村               | 中川村                            | 昭和29年4月29日 夷隅町 | 昭和29年4月29日 夷隅町 | 平成17年12月5日 いすみ市 | いすみ市             |                      |
| 夷隅郡               | 正立寺村             |                      |                      | 中川村               | 中川村                            | 昭和29年4月29日 夷隅町 | 昭和29年4月29日 夷隅町 | 平成17年12月5日 いすみ市 | いすみ市             |                      |
| 夷隅郡               | 作田村               |                      |                      | 中川村               | 中川村                            | 昭和29年4月29日 夷隅町 | 昭和29年4月29日 夷隅町 | 平成17年12月5日 いすみ市 | いすみ市             |                      |
| 夷隅郡               | 八乙女村             |                      |                      | 中川村               | 中川村                            | 昭和29年4月29日 夷隅町 | 昭和29年4月29日 夷隅町 | 平成17年12月5日 いすみ市 | いすみ市             |                      |
| 夷隅郡               |                      | 松丸村               | 松丸村               | 千町村               | 千町村                            | 昭和29年4月29日 夷隅町 | 昭和29年4月29日 夷隅町 | 平成17年12月5日 いすみ市 | いすみ市             |                      |
| 夷隅郡               | 荻原村               |                      |                      | 千町村               | 千町村                            | 昭和29年4月29日 夷隅町 | 昭和29年4月29日 夷隅町 | 平成17年12月5日 いすみ市 | いすみ市             |                      |
| 夷隅郡               | 須賀谷村             |                      |                      | 千町村               | 千町村                            | 昭和29年4月29日 夷隅町 | 昭和29年4月29日 夷隅町 | 平成17年12月5日 いすみ市 | いすみ市             |                      |
| 夷隅郡               | 神置村               |                      |                      | 千町村               | 千町村                            | 昭和29年4月29日 夷隅町 | 昭和29年4月29日 夷隅町 | 平成17年12月5日 いすみ市 | いすみ市             |                      |
| 夷隅郡               | 小高村               |                      |                      | 千町村               | 千町村                            | 昭和29年4月29日 夷隅町 | 昭和29年4月29日 夷隅町 | 平成17年12月5日 いすみ市 | いすみ市             |                      |
| 夷隅郡               | 小又井村             |                      |                      | 千町村               | 千町村                            | 昭和29年4月29日 夷隅町 | 昭和29年4月29日 夷隅町 | 平成17年12月5日 いすみ市 | いすみ市             |                      |
| 夷隅郡               | 能実村               |                      |                      | 千町村               | 千町村                            | 昭和29年4月29日 夷隅町 | 昭和29年4月29日 夷隅町 | 平成17年12月5日 いすみ市 | いすみ市             |                      |

## 人口
平成27年国勢調査より前回調査からの人口増減をみると、5.78%減の38,594人であり、増減率は千葉県下54市町村中38位、60行政区域中44位。
| |                                          |  |
| いすみ市と全国の年齢別人口分布（2005年） | いすみ市の年齢・男女別人口分布（2005年） |  |
| ■紫色 ― いすみ市 ■緑色 ― 日本全国 | ■青色 ― 男性 ■赤色 ― 女性                |  |
| いすみ市（に相当する地域）の人口の推移 \| 1970年（昭和45年） \| 43,112人 \| \| \| 1975年（昭和50年） \| 43,100人 \| \| \| 1980年（昭和55年） \| 42,816人 \| \| \| 1985年（昭和60年） \| 43,453人 \| \| \| 1990年（平成2年） \| 43,431人 \| \| \| 1995年（平成7年） \| 43,547人 \| \| \| 2000年（平成12年） \| 42,835人 \| \| \| 2005年（平成17年） \| 42,305人 \| \| \| 2010年（平成22年） \| 40,962人 \| \| \| 2015年（平成27年） \| 38,594人 \| \| \| 2020年（令和2年） \| 35,544人 \| \| |                                          |  |
| 総務省統計局 国勢調査より |                                          |  |
| 1970年（昭和45年） | 43,112人                                 |  |
| 1975年（昭和50年） | 43,100人                                 |  |
| 1980年（昭和55年） | 42,816人                                 |  |
| 1985年（昭和60年） | 43,453人                                 |  |
| 1990年（平成2年） | 43,431人                                 |  |
| 1995年（平成7年） | 43,547人                                 |  |
| 2000年（平成12年） | 42,835人                                 |  |
| 2005年（平成17年） | 42,305人                                 |  |
| 2010年（平成22年） | 40,962人                                 |  |
| 2015年（平成27年） | 38,594人                                 |  |
| 2020年（令和2年） | 35,544人                                 |  |

## 行政

### 市長
- 太田洋（おおた ひろし） 2005年（平成17年）12月25日 - 現職（5期目）
（旧岬町長）

### 市役所
- いすみ市役所
  - 本庁舎（旧大原町役場）
千葉県いすみ市大原7400-1
  - 夷隅庁舎（旧夷隅町役場）
千葉県いすみ市国府台1524-1
  - 岬庁舎（旧岬町役場）
千葉県いすみ市岬町長者549

### 立法

#### 県政
- 千葉県議会
- 選挙区：いすみ市選挙区
- 定数：1名

#### 国政
- 衆議院
  - 選挙区：全域が千葉県第11区に属する。
- 参議院
  - 選挙区：千葉県選挙区に属する。

### 警察・消防・救急救命

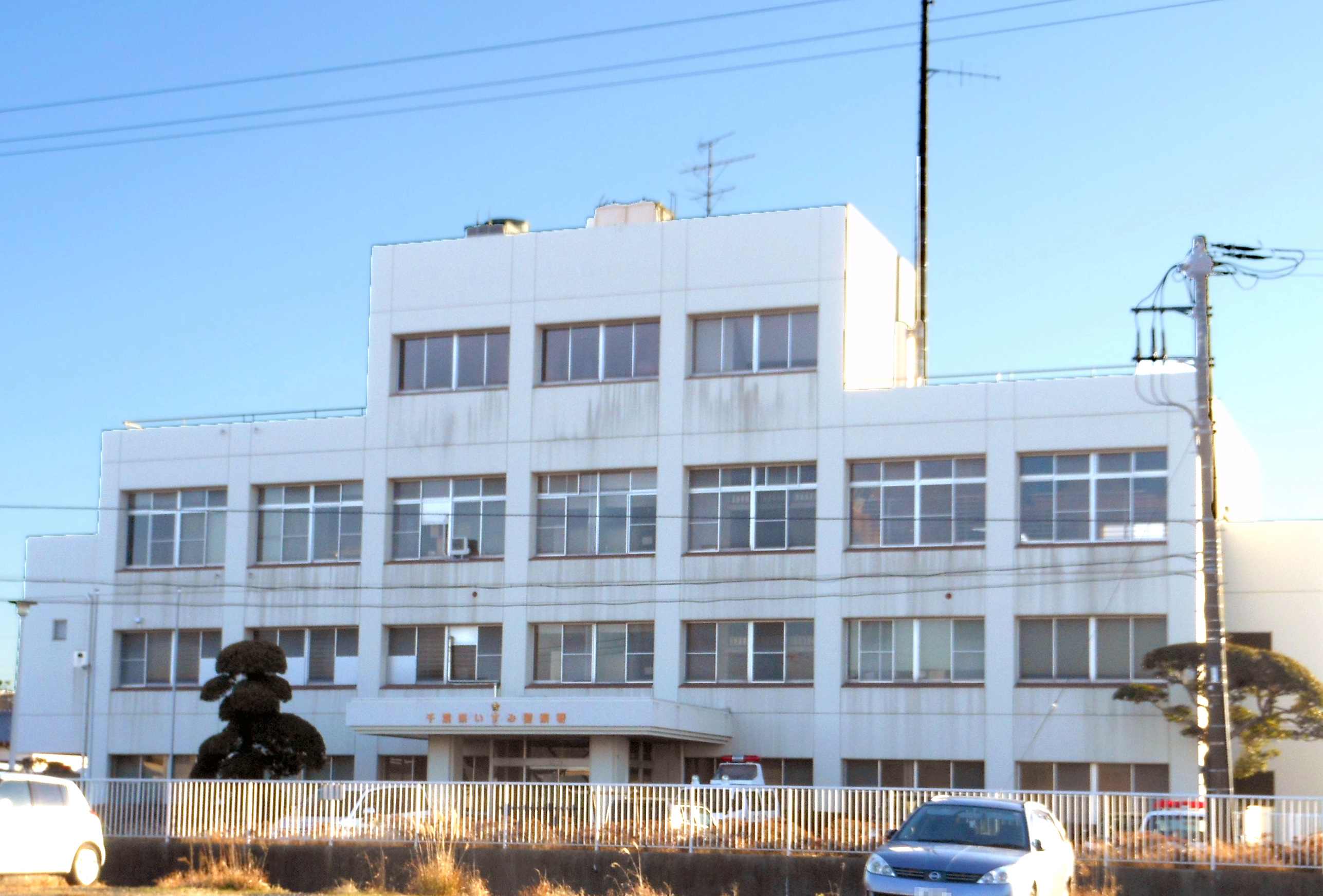
いすみ警察署

- いすみ警察署（旧大原警察署。いすみ市、御宿町を管轄）
- 夷隅郡市広域市町村圏事務組合（いすみ市、勝浦市、大多喜町、御宿町で構成）による広域消防、およびいすみ市消防団。
  - 大原消防署
  - 夷隅分署
  - 岬分署
- いすみ市消防団

### 国の機関
- 法務省
  - 千葉地方法務局いすみ出張所
- 厚生労働省
  - 千葉労働局ハローワークいすみ（茂原公共職業安定所いすみ支所）

### 県の機関
- 夷隅土木事務所
- 夷隅農業事務所
- 南部漁港事務所大原支所

### 市の機関
- 夷隅環境衛生組合
- いすみクリーンセンター
- 大原クリーンセンター
- いすみ市農村環境改善センター
- いすみ市ふれあいセンター

- いすみ市土着菌完熟堆肥センター
- いすみ市ふるさと憩いの家
- 大野浄水場
- 山田浄水場
- 音羽浄水場

### 地区
旧岬町地区（北東部）
- 太東地区 - 岬町和泉、岬町中原、岬町椎木
- 古沢地区 - 岬町谷上、岬町榎沢、岬町桑田、岬町岩熊、岬町市野々
- 長者地区 - 岬町江場土、岬町長者、岬町井沢、岬町三門、岬町東小高
- 中根地区 - 岬町東中滝、岬町押日、岬町中滝、岬町鴨根、岬町嘉谷

旧夷隅町地区（西部）
- 千町地区 - 松丸、神置、小高、須賀谷、小又井、能実、荻原
- 国吉地区 - 万木、島、今関、楽町、深谷、国府台、弥正、苅谷
- 中川地区 - 引田、行川、増田、八乙女、作田、大野、札森、柿和田、正立寺

旧大原町地区（南東部）
- 東海地区 - 日在、若山、深堀、新田、釈迦谷、新田若山深堀入会地
- 大原地区 - 大原、大原最上台
- 浪花地区 - 小沢、岩船、小池、大原台
- 東地区 - 新田野、下原、細尾、大和田、高谷、山田、佐室、長志、沢部
- 布施地区 - 下布施、上布施

## 経済

### 産業
農業
夷隅川流域や大原浪花地区では粘土質の地質を活かして水田が多く、コシヒカリ・ふさおとめ・ふさこがねなどが生産されている。なお、いすみ米は皇室献上米として扱われた歴史をもつほど味、形共に優れ、早場米としても知られる。岬町谷上地区から隣接の一宮町にかけてナシの栽培が行われている。
山間部の里山地帯では、カキ・キウイフルーツ・シイタケ・タケノコ・ブルーベリー・マコモタケなどの栽培が行われている。温暖な気候を生かし、ハウス・露地栽培のキンギョソウ、食用ナバナなど商品植物の栽培も盛んである。
土着菌完熟堆肥センターを活用した「有機の里」づくりを目指し、土着菌を利用した有機栽培による農作物の栽培・販売を展開している。
- 農業協同組合
  - いすみ農業協同組合

漁業

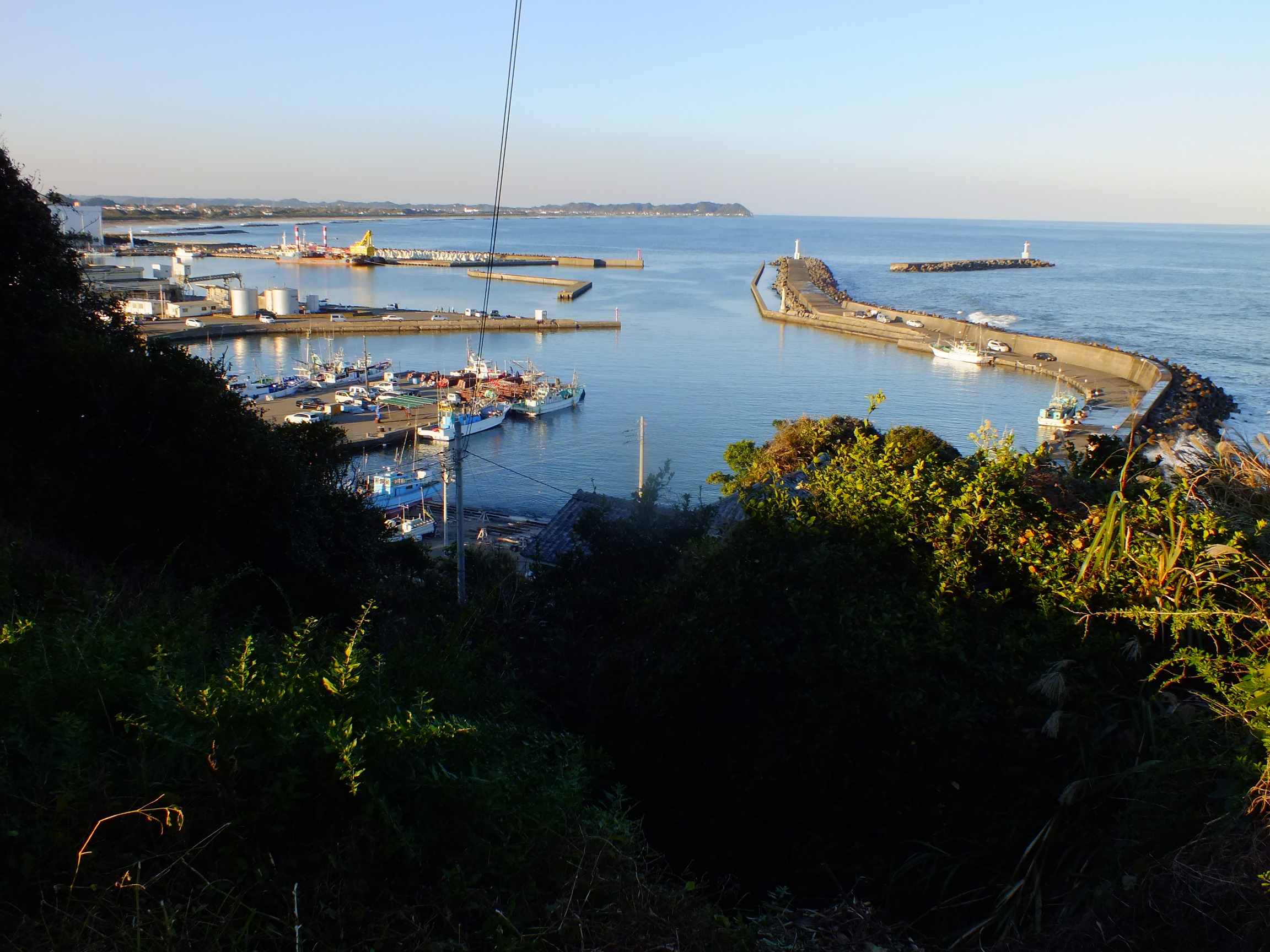
大原漁港（第3種漁港）

大原地区の大原漁港を中心に岩船漁港と岬地区の太東漁港などは「夷隅東部漁業協同組合」を形成しており、器械根の漁業資源を活かして、漁協のイセエビ水揚げ量が日本一となっている。また、タコ漁も盛んである。夷隅川水系では川魚の放流も行われている。
- 漁業協同組合
  - 夷隅東部漁業協同組合

#### 漁港
漁港漁場整備法上の第3種漁港と第1種漁港を有する。
- 第3種漁港
  - 大原漁港（おおはら - ）
- 第1種漁港
  - 太東漁港（たいとう - ）
  - 岩船漁港（いわふね - ）

工業
地下資源として南関東ガス田由来の世界有数のヨウ素があり、市西部では天然ガスも含めて日宝化学、合同資源、伊勢化学工業などがかん水から採掘を行っている。
商業
平地や人口が少ない夷隅郡市北西部や南部に比べ、国道128号沿線は比較的平地が広く人口も多いので、大型店が出店しやすいためか、当市内の国道128号沿線にはスーパーセンター（ベイシア、せんどう）、ホームセンター（カインズホーム、コメリ）、家電量販店（ケーズデンキ、ヤマダデンキ）などが出店し、夷隅郡市の経済中心地となっている。

#### 本社・本店を置く企業
- 木戸泉酒造
- CQモーターズ株式会社
- 有限会社夷隅電工
- JAPANNEXT

## 姉妹都市・提携都市
旧夷隅町、旧大原町、旧岬町の姉妹・友好都市は、いすみ市に引き継がれる。

### 国内
- 南魚沼市（新潟県）

旧岬町と旧南魚沼郡大和町との間で友好親善町の締結。
- 長野原町（群馬県吾妻郡）

旧大原町と長野原町との間で交流都市の提携。

### 海外
- ウォパン市（アメリカ合衆国・ウィスコンシン州）
1995年8月29日、旧夷隅町とウォパン市との姉妹都市提携に関する同意書を交換し、文化、教育に関する交流を開始した。きっかけは、1991年に夷隅町立国吉中学校（当時）とウォパン市立ウォパン中学校が姉妹校の提携をし、両校の間で文通や絵画の交換を行い、相互に理解と親善を深めた事から始まり、姉妹都市提携の機運が高まった事から実現された。
- ダルース市（アメリカ合衆国・ミネソタ州）
1990年10月3日、旧大原町とダルース市は、平和の鐘（梵鐘）が機縁となり姉妹都市同意議定書を結んだ。きっかけとなった平和の鐘とは、かつて大原町寄瀬地区の長栄寺にあった梵鐘で、太平洋戦争中に軍用物資製造用材料として供出されたものの、使用されないうちに終戦を迎え、1946年に米軍によりアメリカ本土に渡り、ダルース市の市長室に飾られていた。その後、この梵鐘について返還の陳情を行ったところ、大原町に返還されることになり、1954年5月に米国海空軍の協力で再び太平洋を渡って大原町に戻り、当時の大原町長であった土屋幸正によって“日米親善平和の鐘”と命名された。

## 地域

### 住所表記
旧大原町および旧夷隅町は「いすみ市」となるが、旧岬町（みさきまち）は「いすみ市岬町（みさきちょう）」となる。
- 夷隅郡大原町○○ → いすみ市○○
- 夷隅郡夷隅町○○ → いすみ市○○
- 夷隅郡岬町○○　 → いすみ市「岬町」○○

### 教育

#### 高等学校
- 千葉県立大原高等学校

#### 中学校
- 大原地区
  - いすみ市立大原中学校
- 夷隅地区
  - いすみ市立国吉中学校
- 岬地区
  - いすみ市立岬中学校

#### 小学校
- 大原地区
  - いすみ市立大原小学校
  - いすみ市立東小学校
  - いすみ市立東海小学校
  - いすみ市立浪花小学校
  - 布施学校組合立布施小学校（所在地は御宿町上布施）
- 夷隅地区
  - いすみ市立夷隅小学校（平成29年4月開校）
    - ※いすみ市立国吉・千町・中川小学校の夷隅地区3校を統合

- 岬地区
  - いすみ市立太東小学校
  - いすみ市立長者小学校
  - いすみ市立中根小学校
  - いすみ市立古沢小学校

#### 特別支援学校
- 千葉県立夷隅特別支援学校

#### 障害者支援施設
- いすみ学園

#### 教育施設
- 夷隅文化会館
- 大原文化センター
- 岬ふれあい会館文化センター
- いすみ市B&G海洋センター - 体育館、武道館、海洋スポーツ施設（舟艇類）がある。
- 夷隅公民館（夷隅文化会館内）
- 大原公民館（大原文化センター内）
- 岬公民館
- いすみ市郷土資料館（田園の美術館） - 夷隅地区の歴史資料や日本画の狩野派絵画などを展示。

### 医療
二次医療圏（二次保健医療圏）としては山武・長生・夷隅医療圏（管轄区域：山武・長生・夷隅地域）である。三次医療圏は千葉県医療圏（管轄区域：千葉県全域）。
医療提供施設は特筆性の高いもののみを記載する。
- 一次医療圏
  - いすみ医療センター（緊急告示病院）
  - 岬病院
- 二次医療圏
  - 東千葉メディカルセンター[10]（東金市、災害拠点病院・救命救急センター）
  - 公立長生病院（茂原市、緊急機関センター）

### 施設

#### 郵便事業
- 大原郵便局
- 大原南町郵便局
- 大原小浜郵便局
- 山田郵便局
- 浪花郵便局
- いすみ郵便局
- 千町簡易郵便局
- 岬郵便局
- 太東郵便局
- 古沢郵便局

#### 金融機関
| - 千葉銀行 - 大原支店 - 長者支店 - 千葉興業銀行 - 大原支店 - 京葉銀行 - 大原支店 - 銚子信用金庫 - 大原支店 - 房総信用組合 - 大原支店 - 夷隅町支店 - 岬支店 - 岬東支店 | - いすみ農業協同組合 - 本所 - 大原支所 - 東支所 - 夷隅支所 - 岬支所 - 中根支所 - 夷隅東部漁業協同組合 - 本店 - 太東支店 - 岩船出張所 |

## 交通

### 鉄道路線
東日本旅客鉄道（JR東日本）
- ■ 外房線

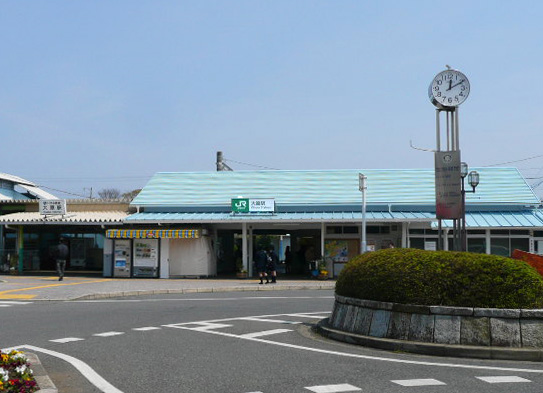
大原駅（JR東日本・いすみ鉄道）

  - - 太東駅 - 長者町駅 - 三門駅 - 大原駅 - 浪花駅 -

いすみ鉄道
- ■ いすみ線
  - 大原駅 - 西大原駅 - 上総東駅 - 新田野駅 - 国吉駅 - 上総中川駅 -

### バス路線
- いすみ市民バス （小湊鉄道に委託）
  - いすみシャトルバス （旧夷隅町から運行を継承）
  - 市内循環線

※以前は小湊鉄道・千葉中央バス・都自動車の路線が市内域を運行していたが、現在では純然たる民営の路線バスは市内では運行されていない。

### 道路
一般国道
- 国道128号（外房黒潮ライン）
- 国道465号（市内のバイパスとして、深堀バイパス（完成）、佐室バイパス（完成）、苅谷新田野バイパス（事業中）がある）

主要地方道
- 千葉県道82号天津小湊夷隅線
- 千葉県道85号茂原夷隅線

一般県道
- 千葉県道151号夷隅瑞沢線
- 千葉県道152号一宮椎木長者線
- 千葉県道153号夷隅太東線
- 千葉県道154号夷隅長者線
- 千葉県道174号勝浦布施大原線
- 千葉県道175号大原港大原停車場線
- 千葉県道176号夷隅御宿線
- 千葉県道229号太東停車場線
- 千葉県道230号長者町停車場線
- 千葉県道274号松丸一宮線

自転車道
- 千葉県道405号九十九里一宮大原自転車道線（太平洋岸自転車道）

農道
- 南総広域農道[注 2]
- 岬農免農道[注 3]

## 名所・旧跡・観光スポット・祭事・催事

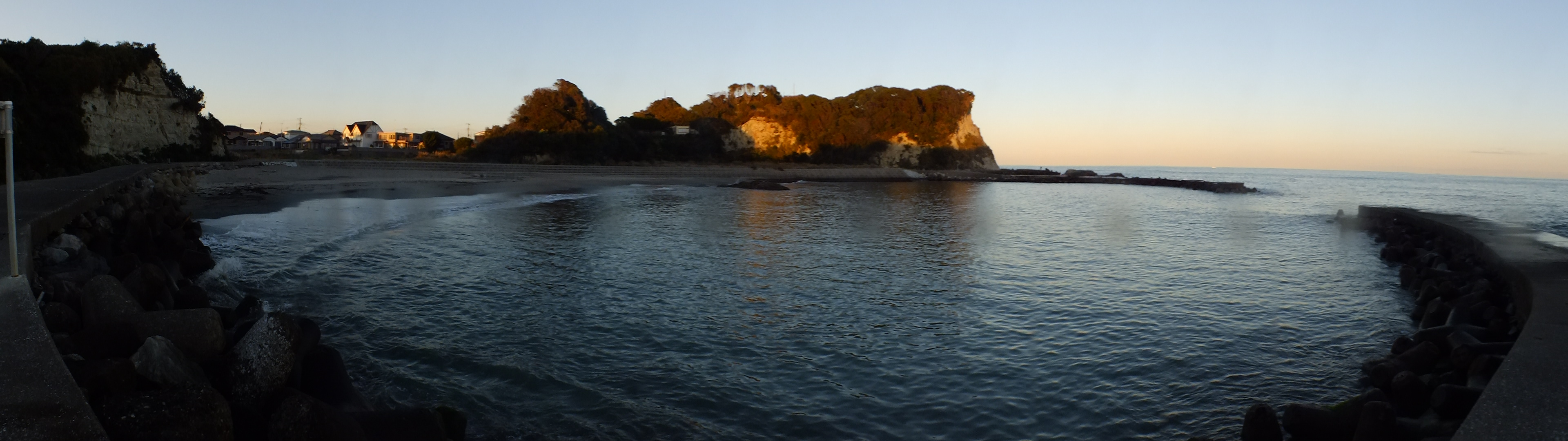
八幡岬

### 名所・旧跡
- 出雲大社上総分院（上総出雲大社）
- 小浜八幡神社
- 大原八幡神社
- 廣田神社
- 清水寺（坂東三十三観音霊場32番札所）
- 大聖寺不動堂（国の重要文化財、波切不動の別名で親しまれる海難除けの寺。サクラ、アジサイの名所）
- 行元寺（波の伊八、欄間彫刻「波と宝珠」）
- 長福寺（波の伊八、欄間彫刻「波雲に龍」、「波に麒麟」）
- 光福寺（波の伊八、向拝彫刻「龍」、「鯉」、「兎」、「唐獅子」）
- 飯縄寺（波の伊八、本堂外陣欄間彫刻「波と飛龍」、「天狗と牛若丸」）
- 妙泉寺
- 善福寺（曹洞宗）
- 大栄寺（日蓮宗）
- 大原寺（天台宗）
- 海雄寺（銅像釈迦涅槃像） - 「万木の寝釈迦様」として知られる。
- 万木城跡公園（万喜城、戦国時代の国衆・土岐氏の居城）
- 発坂峠（万木城主・土岐氏と、安房里見氏・安房正木氏との古戦場）
- 八幡岬（小浜城跡）
- 岩船地蔵尊
- 鉄造仏頭 - 鎌倉時代中後期作の頭部のみの仏像。
- 童謡の里 - 作曲家・海沼實が滞在した法興寺(ほっこうじ)岬町岩熊地区に所在。童謡『里の秋』、『蛙の笛』の歌碑。

いすみ市旧大原町（城山地区、深堀地区）の文学碑は、山本有三の代表作「真実一路」の一路橋のそばに「真実一路碑」・若山牧水の歌碑、八幡岬に若山牧水・林芙美子の歌碑、椿の里に窪田空穂の歌碑がある。いすみ市大原の美しい風景や素朴な人情は多くの文人に愛され、昔から訪れた文人達の足跡が町内に散在している。別荘「鷗荘」をこの地に建てた森鷗外はじめ、若山牧水、井伏鱒二、前田夕暮、窪田空穂、斎藤茂吉、竹久夢二、鈴木信太郎、宇佐美灊水、林芙美子など文人・墨客の心をとらえた。

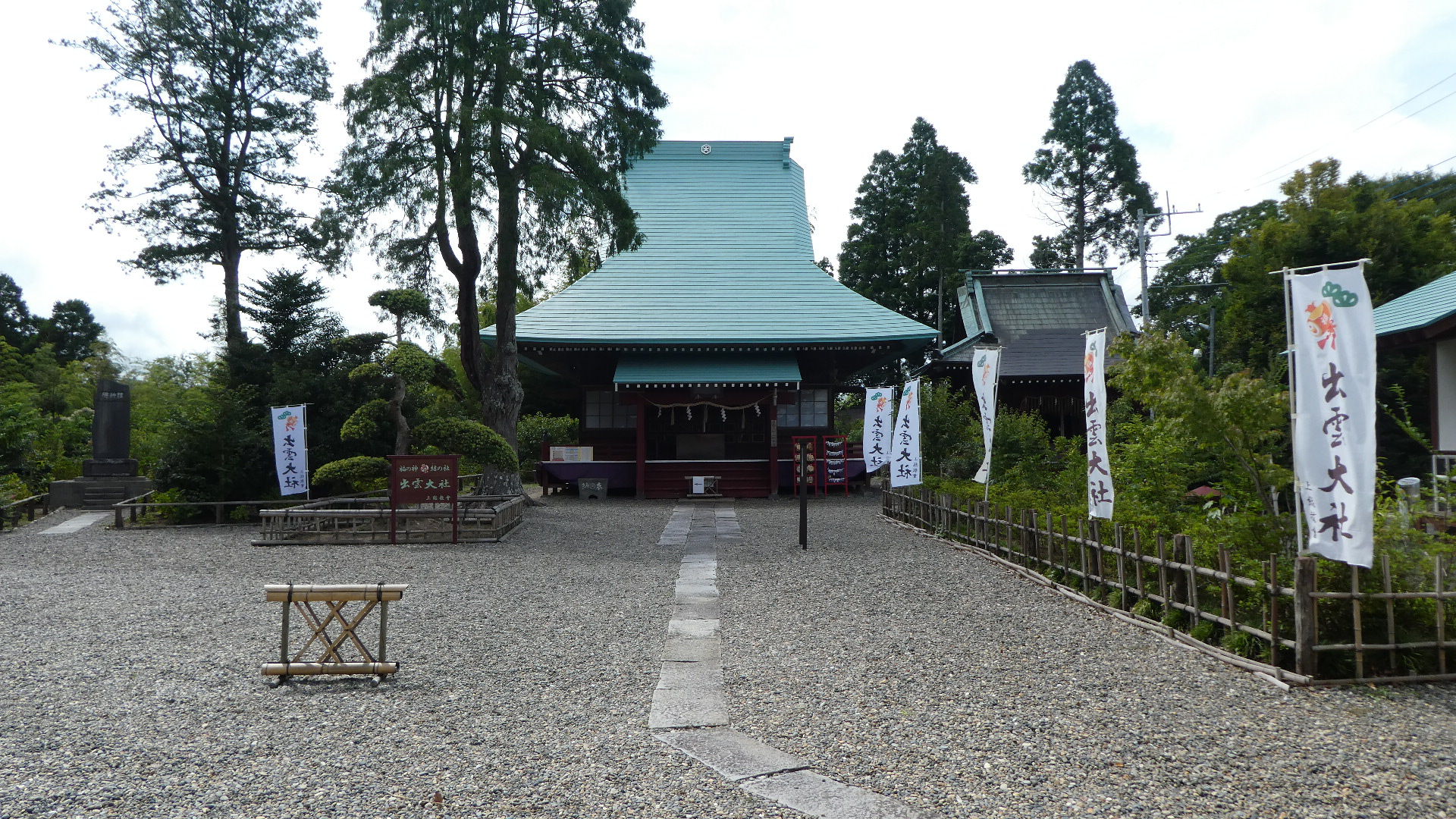
出雲大社上総分院
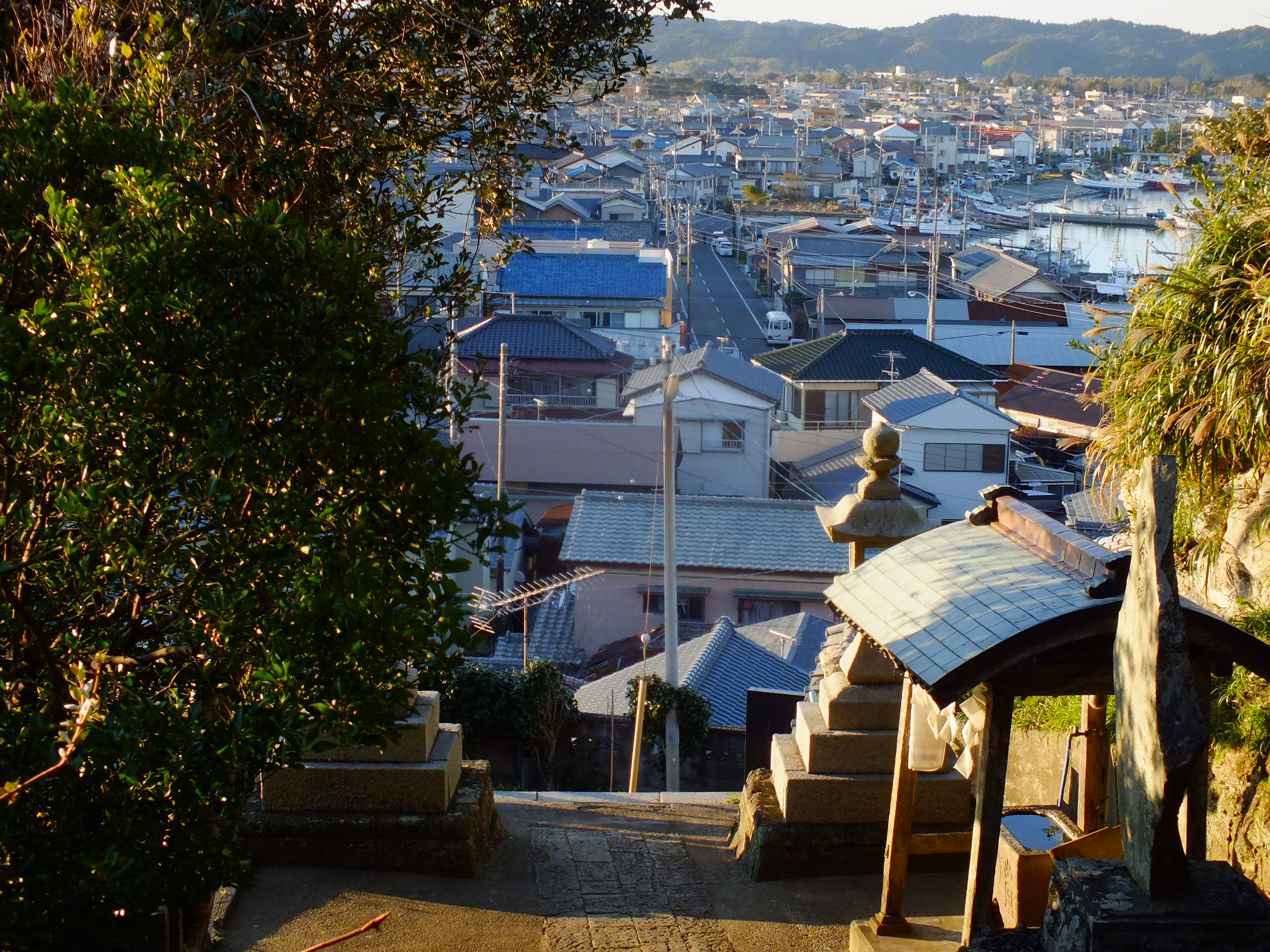
小浜八幡神社（参道）
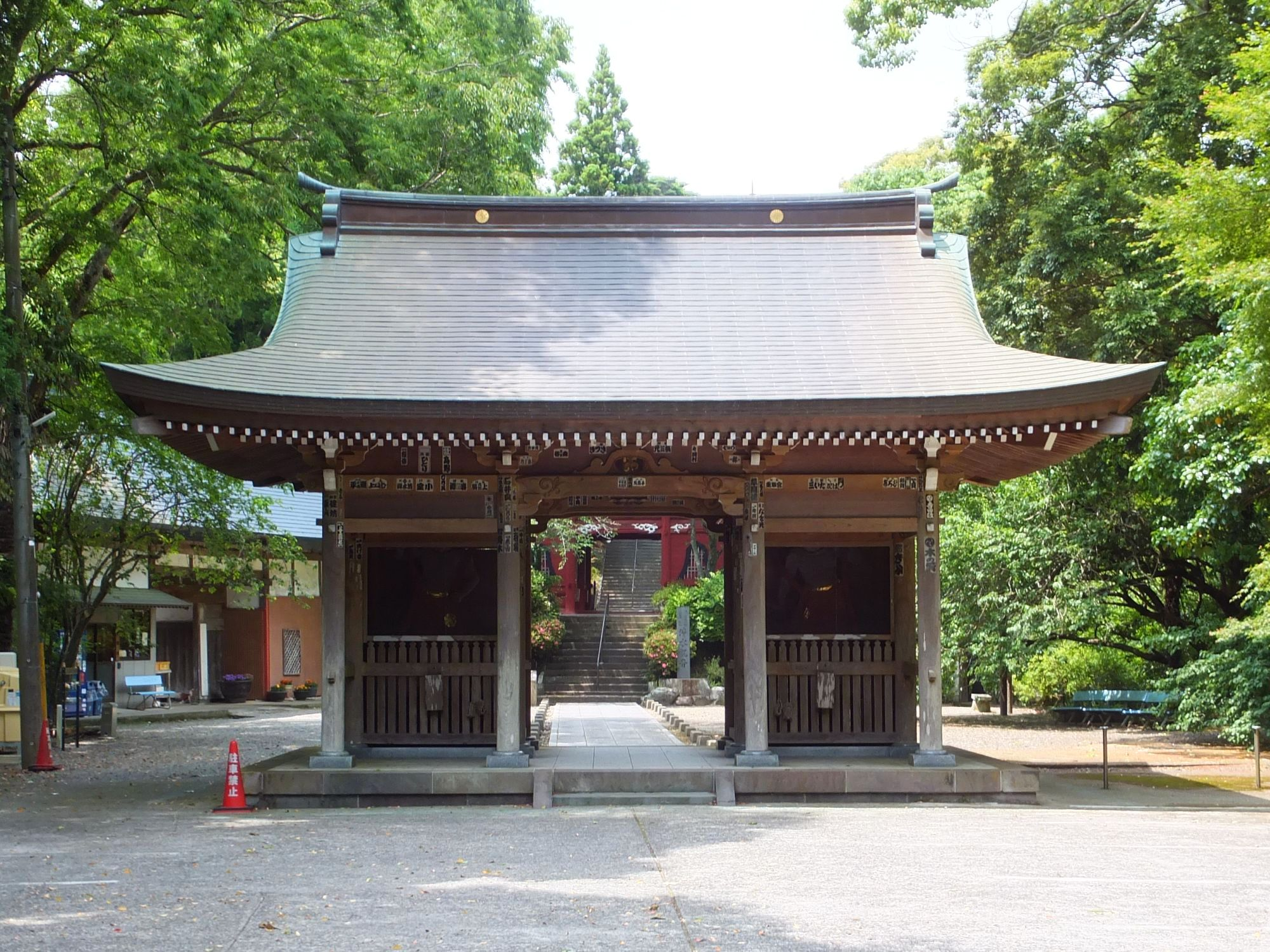
清水寺
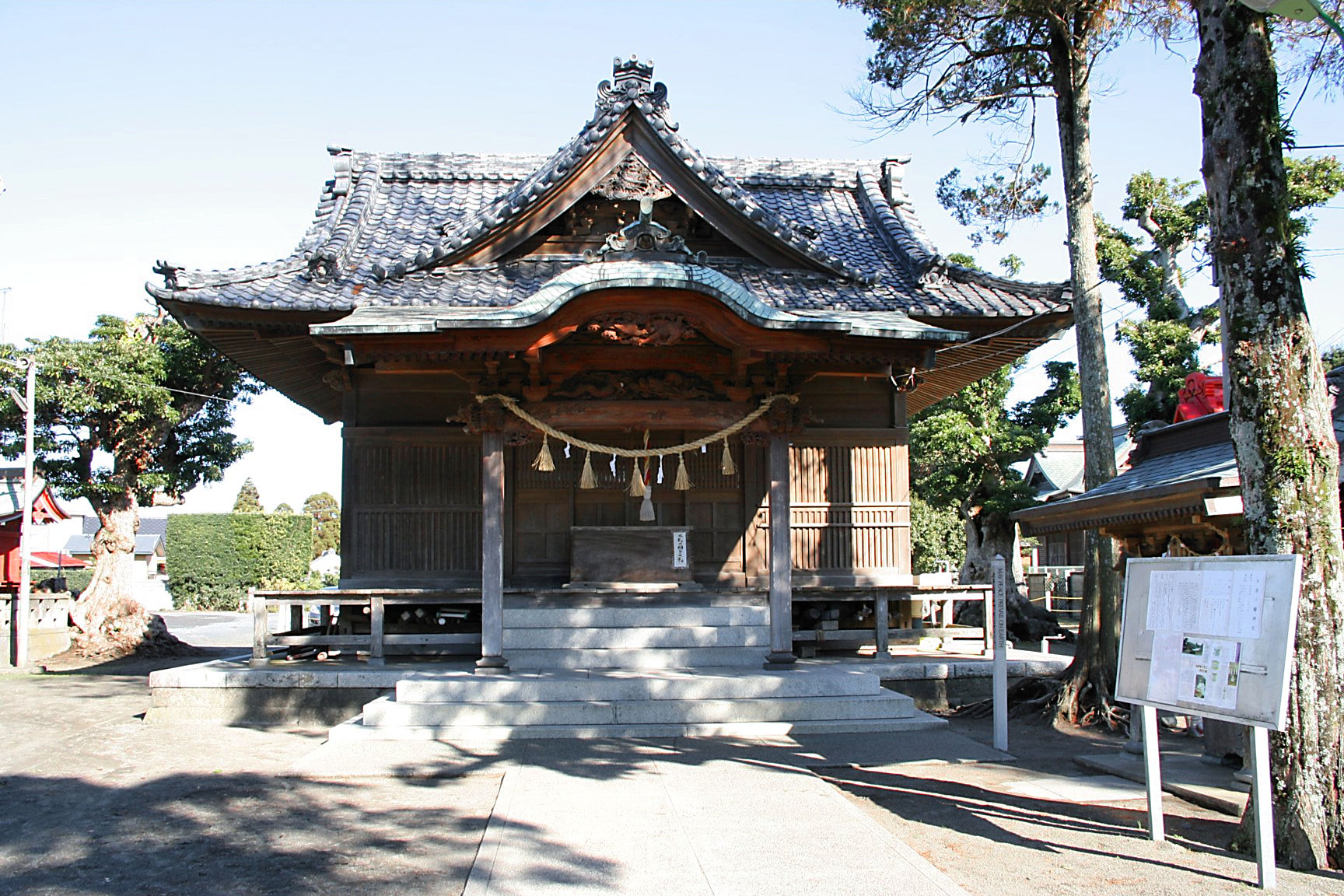
大原八幡神社
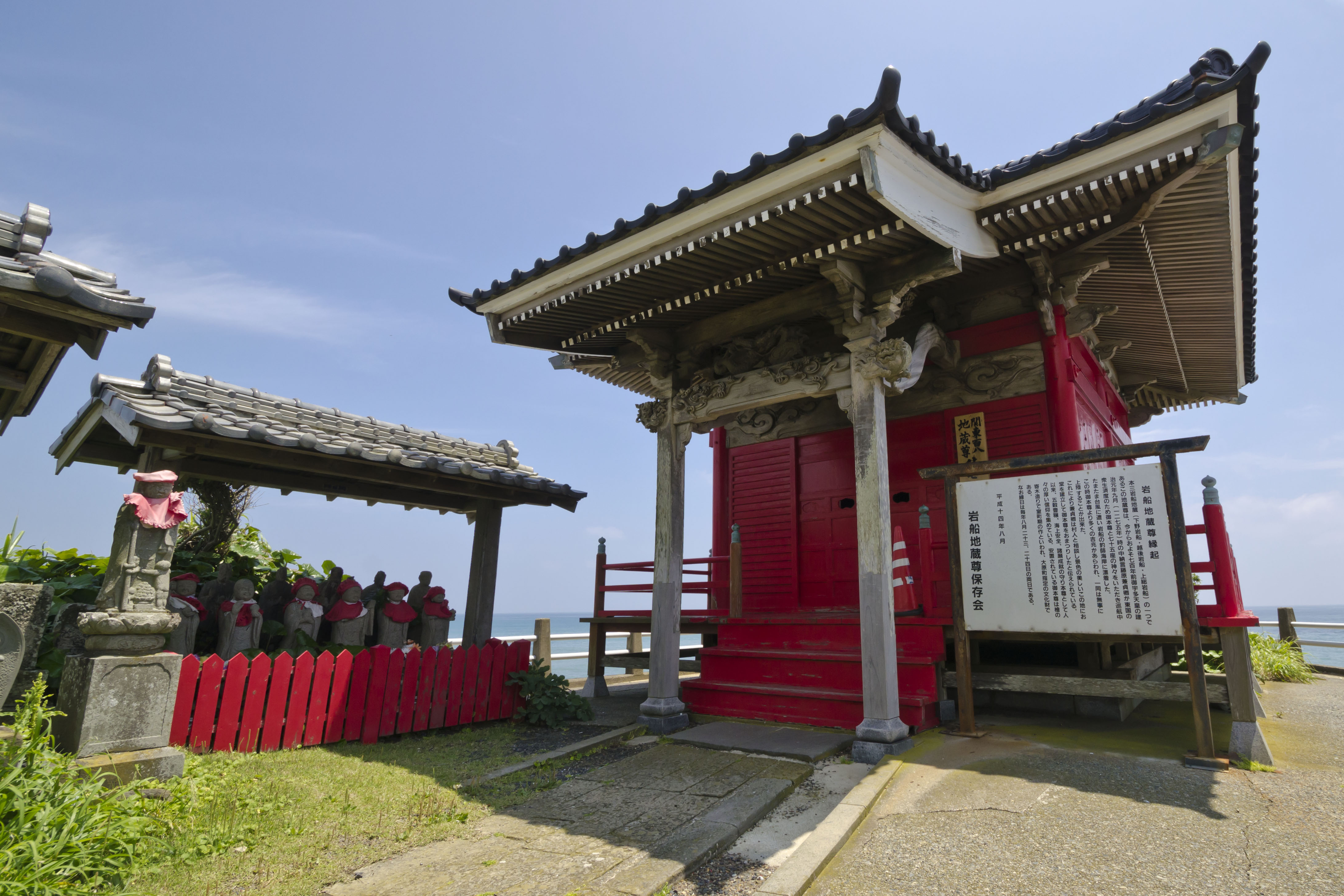
岩船地蔵尊

### 観光スポット
- 八幡岬 - つげ義春が絶賛し、石子順造などを伴い度々来訪、石子も絶賛した。また大原海水浴場とともに、つげ義春の漫画『海辺の叙景』の舞台ともなった。
- 太東岬（太東埼灯台）
- 鵜之島 - 和泉海岸にあるタイダル・アイランド現象が発生する島。
- 椿公園
- 大原公園（上記、ダルース市より返還された平和の鐘）
- 椿の里 - 5000本以上の古い椿が生垣として植えられており、2 - 3月が見ごろ。
- 太東海浜植物群落（国の天然記念物）
- ポッポの丘 - 千葉県内に縁のある鉄道車両を中心に屋外展示している。養鶏場の運営であり、新鮮な卵かけごはんが名物。
- 千葉県いすみ環境と文化のさと（ホタルの里、トンボの沼など）
- 木戸泉酒造
- オーハラライデイングパーク
- 麻雀博物館（年1回開催の岬町ふれあい麻雀大会は200名を集める国内最大規模の大会であるが、本館は休館中である）

#### 海水浴場
- 九十九里海岸（九十九里浜）
  - 太東海水浴場
- 大原海水浴場

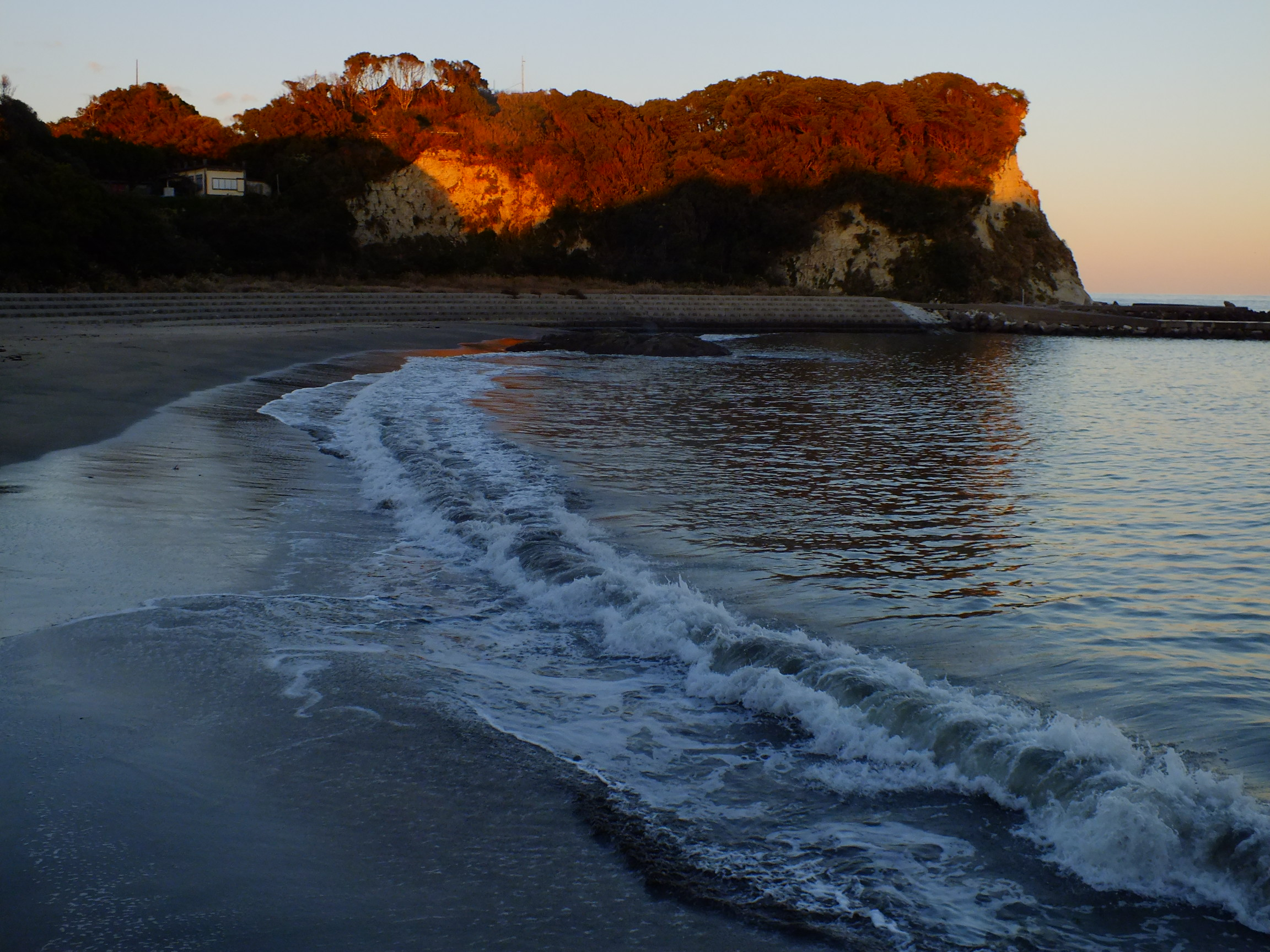
八幡岬
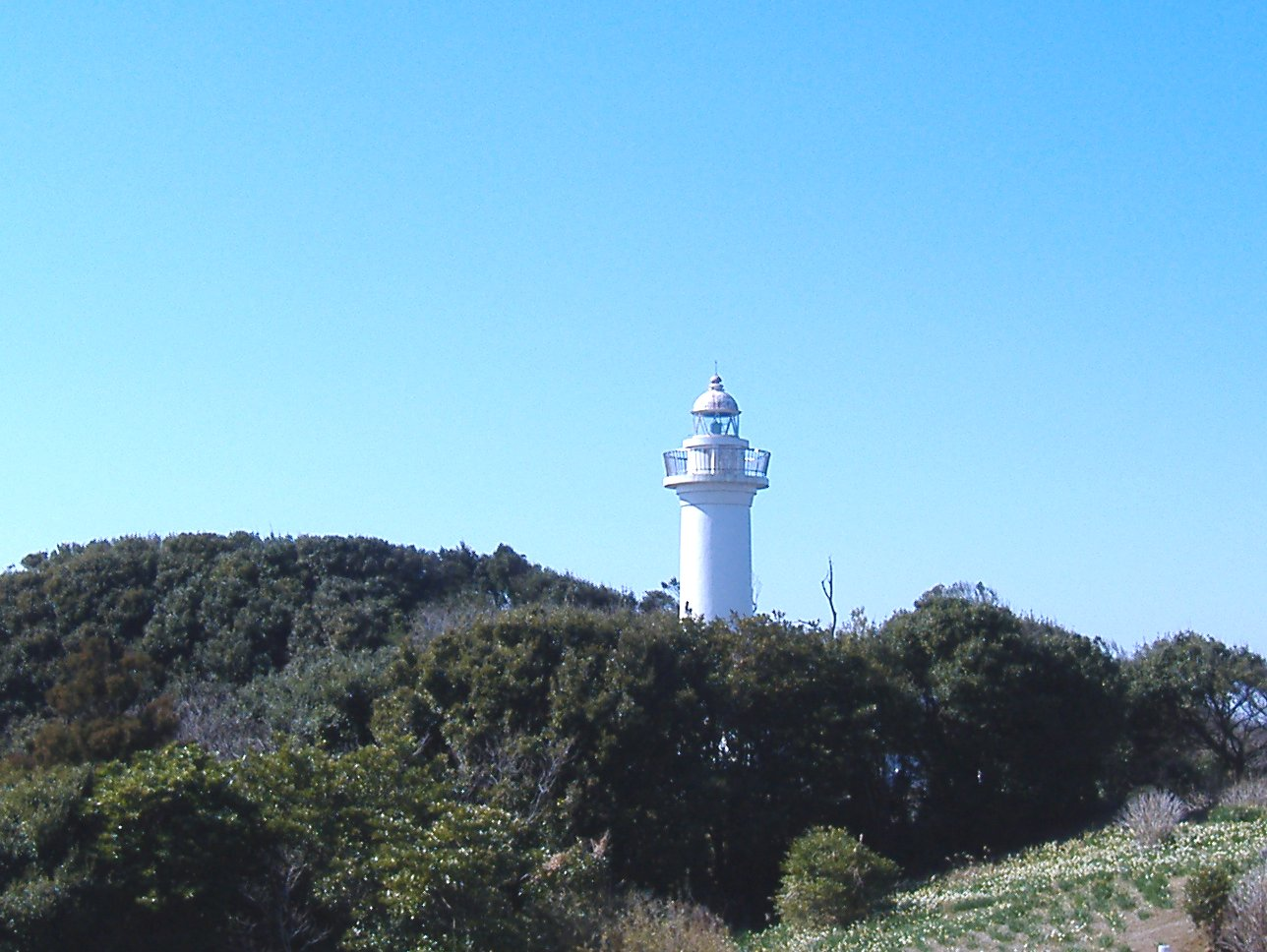
太東埼灯台
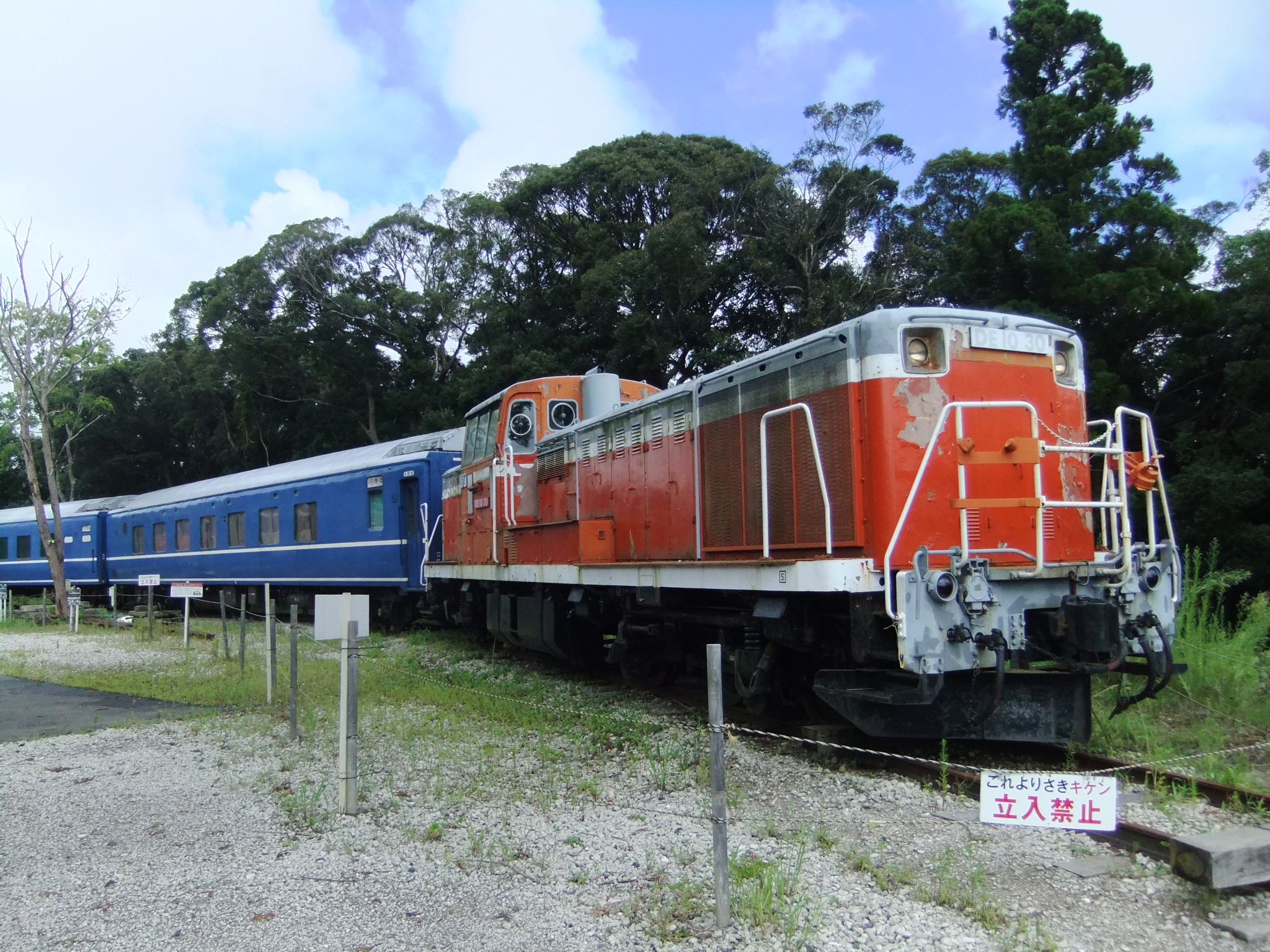
ポッポの丘（車両展示）
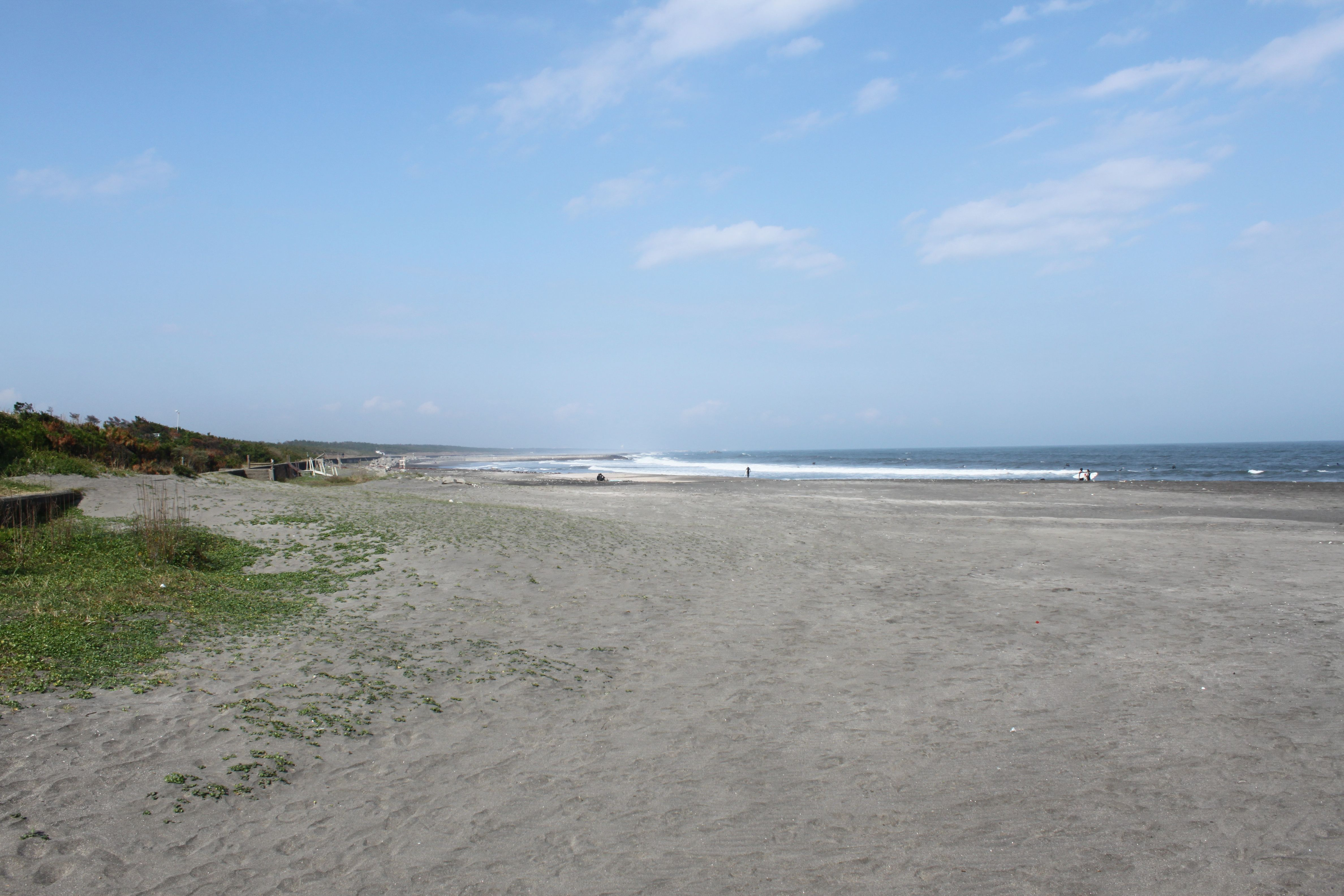
太東海水浴場

### 祭事・催事
- 大原はだか祭り
- 上総十二社祭り
- 万木城まつり（万木城跡公園・毎年5月3日）
- 岬サーフタウンフェスタ
- みさき盆・盆フェスタ（岬運動場・毎年8月11日）
- 夷隅ふれあい納涼まつり（国吉中学校グラウンド・毎年8月14日）
- 増田明美杯いすみ健康マラソン（岬ふれあい会館前スタートゴール・毎年12月上旬ごろ）
- 港の朝市（大原漁港・毎週日曜日 ほか特別開催日あり）
- いすみ市ふれあいコンサート（岬ふれあい会館・毎年10月中旬。三代目海沼実率いる児童合唱団、「音羽ゆりかご会」ほか地域合唱団によるコンサート）
- いすみ市短歌大会（大原文化センター・毎年2月中旬）

### 文化財
国・県指定登録文化財一覧。
| 番号 | 指定・登録 | 類別                 | 名称                                                 | 所在地                                         | 所有者または管理者   | 指定年月日       | 備考 |
| ---- | ---------- | -------------------- | ---------------------------------------------------- | ---------------------------------------------- | -------------------- | ---------------- | ---- |
| 1    | 国指定     | 重要文化財（建造物） | 大聖寺不動堂                                         | いすみ市大原10676                              | 大聖寺               | 大正5年5月24日   | 1棟  |
| 2    | 国指定     | 重要文化財（絵画）   | 紙本著色親鸞聖人絵伝                                 | 東京国立博物館                                 | 照願寺               | 大正4年3月26日   | 4巻  |
| 3    | 国指定     | 記念物（天然記念物） | 太東海浜植物群落                                     | いすみ市岬町和泉4363他                         | 国・和泉区           | 大正9年7月17日   |      |
| 4    | 県指定     | 有形文化財（建造物） | 行元寺旧書院                                         | いすみ市荻原2136                               | 行元寺               | 平成7年3月14日   | 1棟  |
| 5    | 県指定     | 有形文化財（建造物） | 飯縄寺本堂                                           | いすみ市岬町和泉2933                           | 飯縄寺               | 平成7年3月14日   | 1棟  |
| 6    | 県指定     | 有形文化財（絵画）   | 絹本著色両界曼荼羅図                                 | いすみ市荻原2136                               | 行元寺               | 平成15年3月28日  | 2幅  |
| 7    | 県指定     | 有形文化財（彫刻）   | 木造十一面観音立像                                   | いすみ市岬町鴨根1270                           | 清水寺               | 昭和35年6月3日   | 1躯  |
| 8    | 県指定     | 有形文化財（彫刻）   | 鉄造仏頭                                             | いすみ市山田大門台4047                         | 山田大門区           | 昭和41年5月20日  | 1躯  |
| 9    | 県指定     | 有形文化財（彫刻）   | 銅造阿弥陀如来及び両脇侍立像                         | いすみ市荻原2136                               | 行元寺               | 昭和42年12月22日 | 3躯  |
| 10   | 県指定     | 有形文化財（彫刻）   | 木造薬師如来坐像                                     | いすみ市下布施757                              | 長福寺               | 昭和47年9月29日  | 1躯  |
| 11   | 県指定     | 有形文化財（彫刻）   | 木造十一面観音立像                                   | いすみ市小又井195                              | 小又井区             | 昭和61年2月28日  | 1躯  |
| 12   | 県指定     | 有形文化財（彫刻）   | 銅造釈迦涅槃像                                       | いすみ市万木133                                | 海雄寺               | 平成2年3月16日   | 1躯  |
| 13   | 県指定     | 有形文化財（彫刻）   | 木造阿弥陀如来立像                                   | いすみ市荻原2136                               | 行元寺               | 平成2年3月16日   | 1躯  |
| 14   | 県指定     | 有形文化財（彫刻）   | 木造千手観音立像・木造不動明王立像・木造毘沙門天立像 | いすみ市高谷1166                               | 善応寺               | 平成6年2月22日   | 3躯  |
| 15   | 県指定     | 有形文化財（彫刻）   | 木造阿弥陀如来坐像                                   | いすみ市岬町岩熊1054                           | 法華寺               | 平成7年3月14日   | 1躯  |
| 16   | 県指定     | 有形文化財（彫刻）   | 木造金剛力士立像                                     | いすみ市岬町岩熊820                            | 法興寺               | 平成17年3月29日  | 2躯  |
| 17   | 県指定     | 有形文化財（工芸品） | 金銅竜文五鈷鈴                                       | いすみ市荻原2136                               | 行元寺               | 昭和42年12月22日 | 1個  |
| 18   | 県指定     | 有形文化財（工芸品） | 鋳銅孔雀宝珠文磬                                     | いすみ市岬町岩熊820                            | 法興寺               | 昭和61年2月28日  | 1面  |
| 19   | 県指定     | 有形文化財（工芸品） | 二十五条袈裟淡縹色麻布(伝夢窓国師料)                 | いすみ市郷土資料館                             | 太高寺               | 平成23年3月18日  | 1肩  |
| 20   | 県指定     | 有形文化財（古文書） | 本多忠朝新田開発文書                                 | 千葉県立中央博物館大多喜城分館                 | 個人                 | 平成8年3月22日   | 2通  |
| 21   | 県指定     | 無形民俗文化財       | 大寺の三番叟                                         | いすみ市下布施                                 | 大寺三番叟保存会     | 昭和62年2月27日  |      |
| 22   | 県指定     | 無形民俗文化財       | 上総十二社祭り                                       | 長生郡一宮町・茂原市・長生村・いすみ市・睦沢町 | 上総十二社祭り保存会 | 平成15年3月28日  |      |
| 23   | 県指定     | 記念物（史跡）       | 夢窓国師坐禅窟                                       | いすみ市能実957                                | 太高寺               | 平成9年3月21日   |      |
| 24   | 県指定     | 記念物（天然記念物） | 長福寺ノ槙                                           | いすみ市下布施757                              | 長福寺               | 昭和10年12月24日 |      |

## 著名な出身者
- 渡辺正行（コント赤信号、旧夷隅町出身）
- 増田明美（元陸上競技選手、陸上競技解説者、いすみ大使、旧岬町出身）
- 春日錦孝嘉/竹縄親方（大相撲、旧岬町出身）
- 佐々木重徳（元プロ野球選手、旧大原町出身）
- 齋藤圭祐（元プロ野球選手、旧大原町出身）
- 蔭山弘道（元バレーボール日本代表選手、旧大原町出身）
- 内田浩一（競馬騎手、旧大原町出身）
- 日高堯子（歌人、旧夷隅町出身）
- 河野密（衆議院議員（日本社会党）、旧夷隅町出身）
- 吉原三郎 (内務官僚、官選香川県知事、官選岡山県知事、旧夷隅町出身)
- 青木半治（日本陸上競技連盟第5代会長、日本体育協会第11代会長、旧岬町出身）
- 石野真美（陸上競技選手、旧岬町出身）
- 森花子（NHKアナウンサー（NHK水戸放送局）、旧岬町出身）
- 森葉子（テレビ朝日アナウンサー、旧岬町出身、森花子の実妹）
- 五所車菊太郎（大相撲、旧岬町出身）
- 脇澤美穂（元女子プロレスラー）
- つげ義春（漫画家）幼少期の1年余りを母とともに過ごし、大原周辺をその作品『海辺の叙景』に描いた。その後も、住むことを考え大原を幾度も訪れている。特に八幡岬から見る風景を好んだ。
- 平川浪竜（作曲家、旧大原町出身、『岸壁の母』の作曲者）

## いすみ市を舞台・ロケ地とした作品
※節順も含め、発表年順。

### 映画
- 風来坊探偵 岬を渡る黒い風（1961年）- 主人公（千葉真一）と敵役（曽根晴美）が釣師海岸で闘う
- 軍旗はためく下に（1972年）- 釣師海岸をニューギニア島の海岸として撮影
- 復活の日（1980年）- 釣師海岸を南アメリカの海岸に見立てている
- 魔界転生（1981年）- 柳生十兵衛光巌（千葉真一）と宮本武蔵（緒形拳）が決闘する舟島を釣師海岸でロケーション撮影している
- 万引き家族（2018年）
- 星に語りて（2019年）
- ぬくもりの内側（2023年）

### 漫画
- 海辺の叙景（1967年）

### ドラマ
- SUMMER NUDE（2013年）
- 孤独のグルメ Season5 第9話（2015年）
- ファーストペンギン!（2022年）

### 実用
- 「小商い」で自由にくらす～房総いすみのDIYな働き方 磯木淳寛著（イカロス出版、2017年）ISBN 978-4-8022-0300-5